# Classica Sarda
De Classica Sarda is een voormalige eendaagse wielerwedstrijd op het eiland Sardinië, Italië. De wedstrijd maakte kortstondig deel uit van de UCI Europe Tour in de categorie 1.1. De organisatie was in handen van dezelfde organisatoren als die van de Ronde van Sardinië.
In 2010 stond de wedstrijd weer op de wielerkalender na een onderbreking vanaf 1983, in 2010 als de Classica Sarda Olbia-Pantogia, in 2011 als de Classica Sarda Sassari-Cagliari.
De koers was een voortzetting van de 31 edities tellende koers Sassari-Cagliari die van 1948-1983 werd verreden tussen de steden Sassari en Cagliari. Deze wedstrijd werd in deze periode verreden onder verschillende benamingen, zoals: GP Alghero van 1965 tot 1967, Monte Urpino in 1975 en Cagliari-Sassari in 1951, 1980 en 1982.

## Lijst van winnaars

### Meervoudige winnaars
| Overwinningen | Renner             | Land   | Jaren      |
| ------------- | ------------------ | ------ | ---------- |
| 2             | Edgard Sorgeloos   | België | 1959, 1964 |
| 2             | Giancarlo Polidori | Italië | 1972, 1974 |
| 2             | Roger De Vlaeminck | België | 1976, 1978 |

### Overwinningen per land
| Overwinningen | Land                                    |
| ------------- | --------------------------------------- |
| 18            | Italië                                  |
| 11            | België                                  |
| 1             | Duitsland, Rusland, Spanje, Zwitserland |